# Aeródromo La Chimba
El Aeródromo La Chimba (OACI: SCMB) fue un terminal aéreo de 57 ha, el cual se encontraba en la comuna de Antofagasta, Chile.
El recinto albergó hasta su cierre al Club Aéreo de Antofagasta, a la V Brigada Aérea de la Fuerza Aérea de Chile y a Carabineros de Chile.

## Historia
El 13 de mayo de 1941 se comenzó a asfaltar el nuevo aeródromo ubicado en La Chimba. Este terreno sería utilizado por la Línea Aérea Nacional, actual LAN Airlines. Con motivo de su construcción, el 14 de junio de 1941 se fundó el Club Aéreo de Antofagasta, institución que albergó a los pilotos civiles de la ciudad. Finalmente el 11 de octubre del mismo año se inauguró la pista.
Tras el traslado de los vuelos nacionales hacia el Aeropuerto Internacional Cerro Moreno, la Dirección General de Aeronáutica Civil de Chile cedió el uso de la pista para el uso exclusivo del Club Aéreo de Antofagasta.
La Dirección General de Aeronáutica Civil de Chile permitió su operación hasta el 11 de octubre de 2001. Ese día, cuatro aeronaves del Club Aéreo de Antofagasta despegaron aproximadamente a las 18.00 h con rumbo al Aeropuerto Cerro Moreno, donde se habilitó un nuevo recinto para el club.
Posteriormente, sus terrenos fueron ocupados por proyectos inmobiliarios, tras el cambio del uso de suelo por parte del Ministerio de Bienes Nacionales.